# جورج ويليام بليس
جورج ويليام بليس (بالإنجليزية: George William Bliss)‏ هو صحفي أمريكي، ولد في 21 يوليو 1918، وتوفي في 11 سبتمبر 1978.